# Riggs Bank
El Riggs Bank era un banco comercial cuya sede principal estaba un Washington D. C. con ramas localizadas en el área metropolitana circundante y oficinas alrededor del mundo. Riggs había sido controlado por la familia Albritton desde los '80, pero perdieron el control después de varios escándalos corporativos y problemas de administración. El 16 de mayo de 2005 se concluyó su fusión con el PNC Bank y el nombre de Riggs dejó de usarse.

## Historia
La más temprana encarnación del Riggs Bank fue en 1836 cuando William Wilson Corcoran abrió una pequeña casa de corretajes. En 1840, Corcoran y George Washington Riggs, el hijo de un vecino, formaron “Corcoran & Riggs”, que ofrecía servicios de depósito de dinero y de cheques. El banco cobró mayor importancia en 1844, cuando el gobierno de los Estados Unidos dispuso que “Corcoran & Riggs” fuera el único banco federal para depositar dinero en Washington. En 1854, Corcoran se retiró, y el banco cambió su nombre a “Riggs & Co.”. Luego de aceptar una carta del gobierno, nació en 1886 el “Riggs National Bank”. Alrededor de 1900, el banco de Riggs era dos veces más grande que cualquier otro de la ciudad. Se embarcó en un exitoso proyecto para ser conocido como el banco de las embajadas y los diplomáticos, y para 1950 aproximadamente, la mayoría de las embajadas en Washington eran clientes de Riggs. Después de eso, se abrieron muchas sedes dentro de las embajadas de la ciudad y también en Londres.
Como resultado de varios escándalos notables en los primeros años de la década del 2000, Riggs Bank fue comprado por PNC Bank por USD 779 millones el 16 de julio de 2004.

## Trivia y escándalos

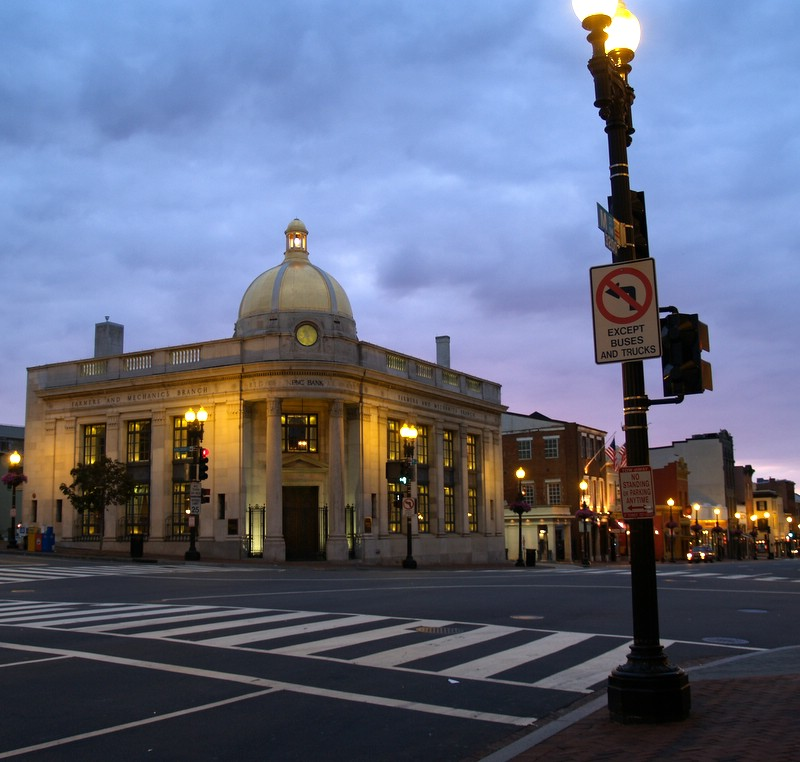
Riggs National Bank.

- Veintidós presidentes estadounidenses o sus familias fueron clientes de Riggs, incluyendo John Tyler, Abraham Lincoln, Ulysses S. Grant y Dwight D. Eisenhower.
- También fueron clientes los senadores Henry Clay, John C. Calhoun y Daniel Webster, el presidente de los Estados Confederados de América Jefferson Davis, la fundadora de la Cruz Roja Americana Clara Barton, la sufragista Susan B. Anthony, y los generales William Tecumseh Sherman y Douglas MacArthur.
- “Corcoran & Riggs” financió la invención del telégrafo de Samuel Morse en 1845.
- El banco prestó USD 16 millones al gobierno estadounidense para los gastos de la Intervención estadounidense en México en 1847.
- En 1868, Riggs proporcionó USD 7,2 millones en oro para la adquisición estadounidense de Alaska.
- En 1909, el presidente del Riggs National Bank presentó un proyecto formal en el Congreso de los Estados Unidos para aliviar la situación económica. Muchas reformas financieras fueron implementadas como resultado de este plan, incluyendo el establecimiento del Federal Reserve System en 1913.
- En 2002, Joe L. Allbritton, Presidente del Consejo, fue incluido en el Business Hall of Fame de Washington. Esto podría ser considerado irónico debido a los escándalos que se producirían durante los dos años siguientes.
- En 2004, se descubren depósitos monetarios del exdictador chileno Augusto Pinochet.
- En 2004, un informe del Senado Estadounidense rebeló existían depósitos monetarios por valor de 700 millones de dólares procedentes de ingresos del petróleo que el banco había ayudado a desviar a Teodoro Obiang y otros altos cargos de Guinea Ecuatorial.[1]